# Liste der Biografien/Baco
Liste der Biografien |
Portal Biografien |
Personensuche
# |
A |
B |
C |
D |
E |
F |
G |
H |
I |
J |
K |
L |
M |
N |
O |
P |
Q |
R |
S |
T |
U |
V |
W |
X |
Y |
Z |
?
 
Ba |
Be |
Bd |
Bg |
Bh |
Bi |
Bj |
Bl |
Bm |
Bn |
Bo |
Br |
Bs |
Bu |
Bw |
By |
Bz
 
Baa |
Bab |
Bac |
Bad |
Bae |
Baf |
Bag |
Bah |
Bai |
Baj |
Bak |
Bal |
Bam |
Ban |
Bao |
Bap |
Baq |
Bar |
Bas |
Bat |
Bau |
Bav |
Baw |
Bax–Baz
 
Baca |
Bacc |
Bace |
Bach |
Baci |
Back |
Bacl |
Bacm |
Baco |
Bacq |
Bacr |
Bacs |
Bacu |
Bacv |
Bacy |
Bacz
Die Liste der Biografien führt alle Personen auf, die in der deutschsprachigen Wikipedia einen Artikel haben. Dieses ist eine Teilliste mit 67 Einträgen von Personen, deren Namen mit den Buchstaben „Baco“ beginnt.

## Baco
- Baco, François (1865–1947), französischer Rebzüchter
- Baco, Peter (* 1945), slowakischer Politiker, Mitglied des Nationalrats, MdEP
- Baco, Walter (* 1952), österreichischer Komponist, Schriftsteller, Regisseur, Choreograph und Performance-Künstler

### Bacon
- Bacon der Jüngere, John (1777–1859), englischer Bildhauer
- Bacon, Alice (1858–1918), US-amerikanische Autorin
- Bacon, Alice, Baroness Bacon (1909–1993), britische Politikerin (Labour Party), Mitglied des House of Commons
- Bacon, Anne Cooke († 1610), englische Autorin und Mutter von Francis Bacon
- Bacon, Anthony (1558–1601), englischer Staatssekretär, Informant und Geheimagent
- Bacon, Augustus Octavius (1839–1914), US-amerikanischer Politiker (Demokratische Partei)
- Bacon, Charles (1885–1968), US-amerikanischer Leichtathlet
- Bacon, Chris (* 1977), US-amerikanischer Filmkomponist
- Bacon, Daisy (1898–1986), US-amerikanische Redakteurin
- Bacon, David William (1815–1874), US-amerikanischer Geistlicher, römisch-katholischer Bischof von Portland
- Bacon, Delia (1811–1859), US-amerikanische Lehrerin und Buchautorin
- Bacon, Don (* 1963), US-amerikanischer General und Politiker der Republikanischen ParteiDon Bacon (* 1963)

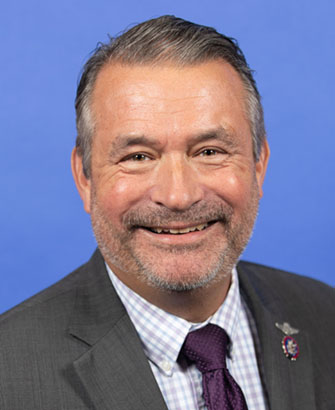
Don Bacon (* 1963)

- Bacon, Edmund (1910–2005), US-amerikanischer Architekt, Stadtplaner und Autor
- Bacon, Ernest (1896–1972), englischer Fußballspieler
- Bacon, Ernst (1898–1990), US-amerikanischer Komponist, Dirigent, Pianist und Musikpädagoge
- Bacon, Ezekiel (1776–1870), US-amerikanischer Politiker
- Bacon, Francis (1561–1626), englischer Philosoph, Staatsmann und NaturwissenschaftlerFrancis Bacon (1561–1626)

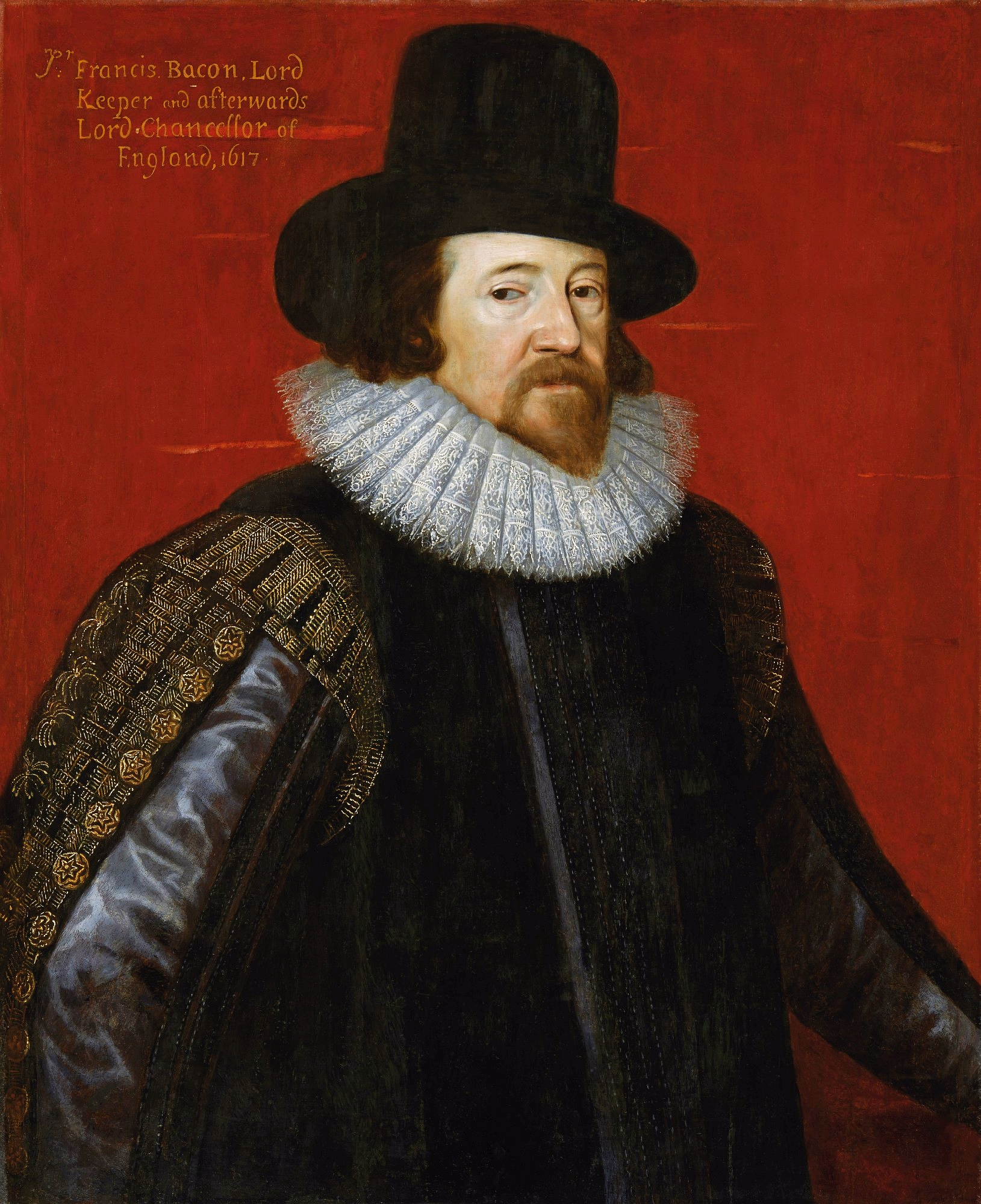
Francis Bacon (1561–1626)

- Bacon, Francis (1909–1992), irisch-britischer Maler
- Bacon, Francis Thomas (1904–1992), englischer Ingenieur
- Bacon, Gaspar G. (1886–1947), US-amerikanischer Politiker
- Bacon, Henry (1839–1912), US-amerikanischer Maler
- Bacon, Henry (1846–1915), US-amerikanischer Jurist und Politiker
- Bacon, Irving (1893–1965), US-amerikanischer Schauspieler
- Bacon, James (1914–2010), US-amerikanischer Kolumnist und Filmschauspieler
- Bacon, James P. (1939–1986), US-amerikanischer Herpetologe, Ökologe und Manager
- Bacon, Jaylen (* 1996), US-amerikanischer Sprinter
- Bacon, Jehuda (* 1929), israelischer Künstler
- Bacon, Jeremy (1959–2024), US-amerikanischer Jazzmusiker (Piano)
- Bacon, Jim (1950–2004), australischer Politiker
- Bacon, John (1738–1820), US-amerikanischer Politiker
- Bacon, John der Ältere (1740–1799), britischer Bildhauer
- Bacon, John Henry Frederick (1865–1914), britischer Maler und Illustrator
- Bacon, John Lement (1862–1909), US-amerikanischer Politiker, Bankier und Treasurer von Vermont
- Bacon, Josef (1857–1941), siebenbürgischer Arzt und Heimatforscher
- Bacon, Joséphine (* 1947), kanadische Schriftstellerin, Übersetzerin und Regisseurin
- Bacon, Kevin (* 1958), US-amerikanischer Schauspieler, Regisseur und ProduzentKevin Bacon (* 1958)

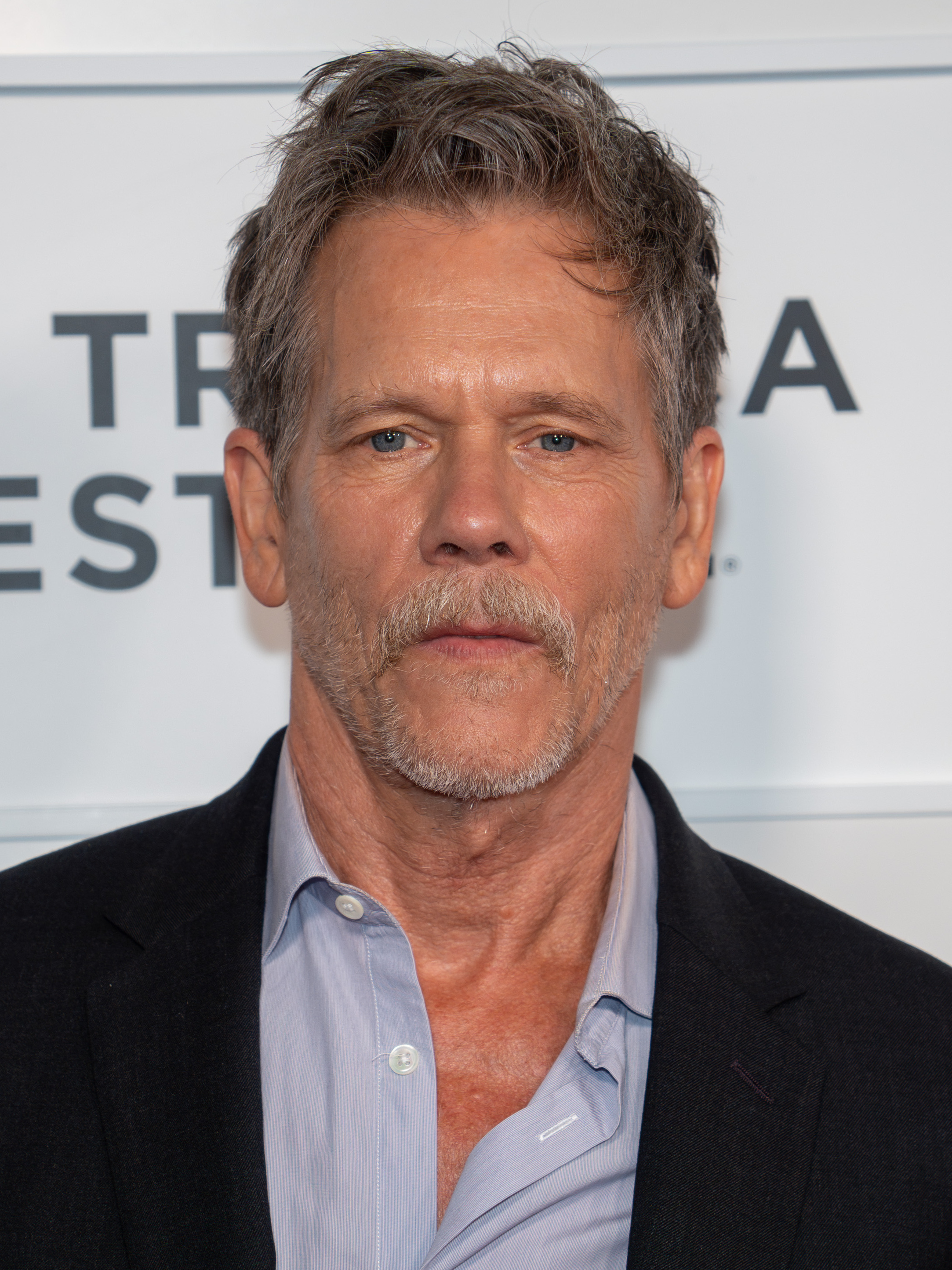
Kevin Bacon (* 1958)

- Bacon, Lloyd (1889–1955), US-amerikanischer Schauspieler und Regisseur
- Bacon, Louis (1904–1967), US-amerikanischer Jazz-Trompeter und Sänger des Swing
- Bacon, Louis Moore (* 1956), US-amerikanischer Unternehmer und Hedgefonds-Manager
- Bacon, Lucy (1857–1932), US-amerikanische Malerin des Impressionismus und Kunstlehrerin
- Bacon, Mark R. (1852–1941), US-amerikanischer Politiker
- Bacon, Max, britischer Rocksänger
- Bacon, Nicholas (1510–1579), englischer Anwalt, Richter und Lordsiegelbewahrer von England
- Bacon, Paul (1907–1999), französischer Gewerkschafter und Politiker (MRP), Mitglied der Nationalversammlung
- Bacon, Paul (1923–2015), US-amerikanischer Graphiker und Autor
- Bacon, Phoebe (* 2002), US-amerikanische Schwimmerin
- Bacon, Reginald (1863–1947), Admiral der Royal Navy
- Bacon, Robert (1860–1919), US-amerikanischer Politiker und Diplomat
- Bacon, Robert L. (1884–1938), US-amerikanischer Offizier und Politiker
- Bacon, Roger, englischer Philosoph
- Bacon, Romain (* 1990), französischer Straßenradrennfahrer
- Bacon, Sarah (* 1996), US-amerikanische Wasserspringerin
- Bacon, Sosie (* 1992), US-amerikanische SchauspielerinSosie Bacon (* 1992)

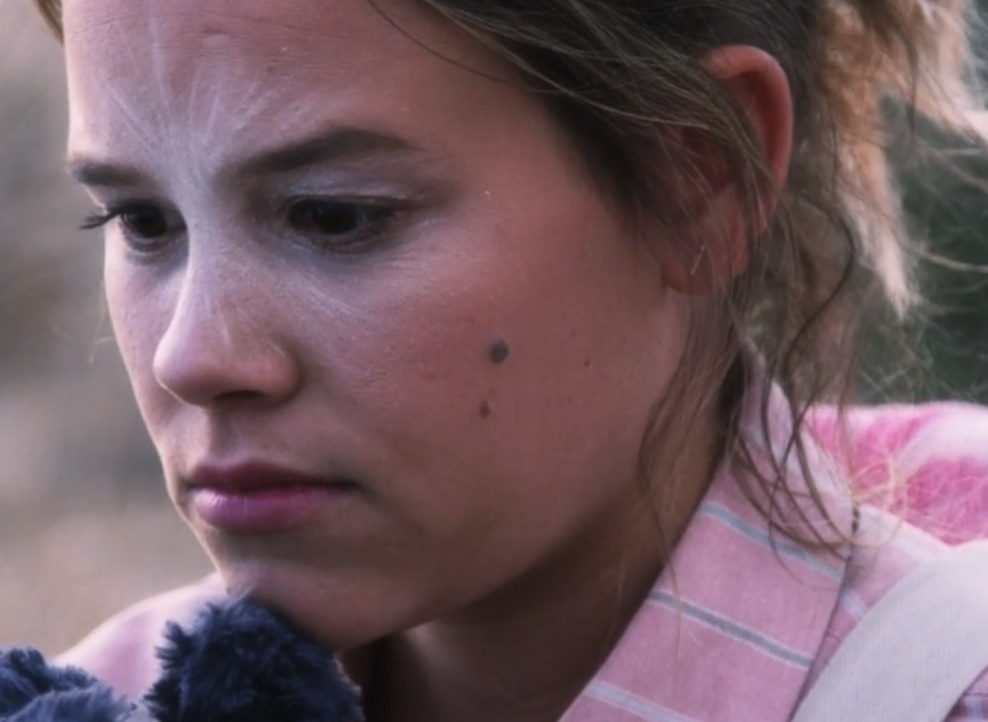
Sosie Bacon (* 1992)

- Bacon, Stanley (1885–1952), britischer Ringer
- Bacon, Walter W. (1879–1962), US-amerikanischer Politiker
- Bacon, William J. (1803–1889), US-amerikanischer Jurist und Politiker
- Bacon-Bercey, June (1928–2019), US-amerikanische Meteorologin

### Bacos
- Bacos, Michel (1924–2019), französischer Pilot
- Bacosi, Diana (* 1983), italienische Sportschützin

### Bacot
- Bacot, Jacques (1877–1965), französischer Reisender, Tibetologe und Orientalist

### Bacou
- Bacoué, Léon († 1694), französischer Bischof
- Bacoul, Rose-Aimée (* 1952), französische Sprinterin

### Bacov
- Bacovia, George (1881–1957), rumänischer Dichter

### Bacow
- Bacow, Lawrence S. (* 1951), US-amerikanischer Umwelt- und Wirtschaftswissenschaftler, 29. Präsident der Harvard University